# Tauchersdorf
Tauchersdorf ist ein Ortsteil der Stadt  Nabburg im Oberpfälzer Landkreis Schwandorf (Bayern).

## Geografie
Tauchersdorf liegt ungefähr 7 Kilometer nordöstlich von Nabburg, bei der Quelle des Richtmühlbaches, der etwa 5 Kilometer westlich von Tauchersdorf in den Kurmhofbach mündet.

## Geschichte

### Anfänge bis 18. Jahrhundert
Der Name Tauchersdorf (auch: Tauckenstorff, Taucherstorf, Tauchersdorff, Dauchelstorff, Dauchersdorf), die Endung -dorf, charakterisiert Tauchersdorf als Ort der zweiten Phase der Besiedelung des Nabburger Landes im 9. bis 11. Jahrhunderts.
Tauchersdorf gehört zu einer in West-Ost-Richtung verlaufenden Siedlungsbrücke von -dorf-Ortschaften, die das Gebiet der -dorf-Ortschaften um Amberg mit dem Gebiet der -dorf-Ortschaften um Neunburg vorm Wald verbindet.
Tauchersdorf wird am 13. Juli 1374 erstmals schriftlich erwähnt in einer Urkunde bei der Übergabe einer Öde zu Götzendorf die Ulreich der Goldnar zu Dauchelstorff (Tauchersdorf) von Chunrad dem Reynpreht erkauft hatte. Lehensherr war Lienhart der Graul zu Wetterfeld. Tauchersdorf wird im Salbuch von 1413 und von 1473/75 erwähnt. Es hatte 1500 sieben Hausgesesse. Infolge des Dreißigjährigen Krieges ging die Bevölkerung auf sechs Hausgesesse zurück und erreichte erst 1712 wieder sieben Hausgesesse.
Zum kurfürstlichen Pflegamt Nabburg gehörten in Tauchersdorf:
- 1606: 4 Höfe, 3 Güter, 18 Ochsen, 19 Kühe, 12 Rinder, 5 Schweine, ein Kalb, 120 Schafe und 4 Frischlinge.[4]
- 1762: 7 Herdstätten mit 3 Inwohnern und ein Hirtenhaus mit einer Herdstätte und einem Inwohner.
- 1792: 7 hausgesessene Amtsuntertanen.[5]

Zu Hohentreswitz gehörte in Tauchersdorf:
- 1630: ein Gut, ein Inwohner (Hirte), vier Ochsen, drei Kühe, 5 Rinder, ein Schwein, ein Frischling und eine Ziege.[6]

1717 gehörte Tauchersdorf teilweise zu Hohentreswitz, dessen Besitzer Michael Sebastian Boslarn war.

### 19. Jahrhundert bis Gegenwart
1818 bis 1827 gehörte noch eine Familie in Tauchersdorf zum Patrimonialgericht Hohentreswitz, das zu dieser Zeit im Besitz des Theodor von Karg-Bebenburg war.
Anfang des 19. Jahrhunderts wurde zum Zweck der Steuererhebung das Land vermessen, der Besitz wurde erfasst, Kataster wurden hergestellt.
Es wurde versucht in Bayern eine einfache Gemeindestruktur herauszubilden statt der bisher üblichen vielfältigen, sich jeweils voneinander unterscheidenden Verwaltungseinheiten wie: Steuerdistrikte, Obmannschaften, Landgemeinden, Pfarrgemeinden.
1811 gab es im Landgericht Nabburg 58 Steuerdistrikte, einer davon war Tauchersdorf.
Zum Steuerdistrikt Tauchersdorf, gehörten außer Tauchersdorf selbst noch Wiesensüß und Kurmhof.
Daneben gab es die Obmannschaft Tauchersdorf. Zu ihr gehörten außer Tauchersdorf selbst noch Namsenbach, Neusath, Wiesensüß, Perschen, Haselhof, Richtmühle, Kurmhof, Wiesmühle sowie die ämtischen Untertanen der Stadt Nabburg.
Außerdem gehörte Tauchersdorf zusammen mit Trefnitz, Fuchsendorf, Bornmühle, Wiesensüß, Kurmhof, Oberpfreimd, Rappenberg, Löffelsberg und Pamsendorf selbst zur Ruralgemeinde des offenen Landes Pamsendorf.
1828 hatte Tauchersdorf 9 Wohngebäude, 11 Familien und 54 Einwohner und war Teil der ausschließlich katholischen Landgemeinde Pamsendorf.
Zum Stichtag 23. März 1913 (Osterfest) gehörte Tauchersdorf zur Pfarrei Nabburg, Filialkirche Perschen. Es hatte 9 Häuser und 51 Einwohner.
1964 hatte Tauchersdorf 9 Wohngebäude und 57 Einwohner und gehörte zur Landgemeinde Pamsendorf und zum Landkreis Nabburg.
1971 wurde die Gemeinde Pamsendorf in die Gemeinde Hohentreswitz eingegliedert.
Damit war Tauchersdorf nun Teil der Gemeinde Hohentreswitz.
Zum 1. Juli 1972 wurde der Landkreis Nabburg aufgelöst und Tauchersdorf gelangte als Teil der Gemeinde Hohentreswitz in den neu gebildeten Landkreis Schwandorf.
Bis 1978 gehörten zur Gemeinde Hohentreswitz außer Hohentreswitz selbst 
- nach dem Verzeichnis von 1842:  Aspachmühle, Bornmühle, Bornmühlschleife, Fuchsendorf, Herdegen, Stelzlmühle[16]
- und außerdem nach der Eingliederung der Gemeinde Pamsendorf 1971: Grubhof, Häuslberg, Kurmhof, Löffelsberg, Oberpfreimd, Pamsendorf, Rappenberg, Tauchersdorf, Trefnitz und Wiesensüß.[17]

Am 1. Mai 1978 wurde die Gemeinde Hohentreswitz aufgelöst, dabei gelangten
- Häuslberg und Trefnitz in die Gemeinde Guteneck
- Grubhof, Tauchersdorf und Wiesensüß zur Stadt Nabburg. Der Name Grubhof wurde erst 1979 erteilt und bezeichnet eine Einöde nördlich von Tauchersdorf.[18] Grubhof gehörte 1990 zur Expositur Hohentreswitz der Pfarrei Trausnitz.[19]

Der Rest der Gemeinde Hohentreswitz - also: Aspachmühle, Bornmühle, Bornmühlschleife, Fuchsendorf, Herdegen, Stelzlmühle, Kurmhof, Löffelsberg, Oberpfreimd, Pamsendorf und Rappenberg - wurde in die Stadt Pfreimd eingegliedert.
Am 31. Dezember 1990 hatte Tauchersdorf 47 Einwohner und gehörte zur Pfarrei Nabburg.